# William Ferrel

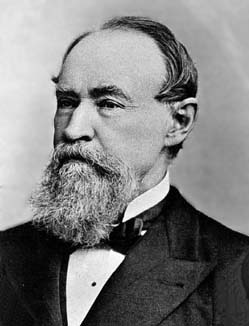
William Ferrel

William Ferrel, född 1817, död 1891, var en amerikansk meteorolog.
Ferrel blev 1857 assistent vid byrån för American ephemeris and nautical almanac, kom 1867 till U.S. Coast Survey och blev 1882 professor vid Signal Office. Ferrel är en av den teoretiska meteorologins grundläggare. Den apparat och det strikt fysikaliska betraktelsesätt han måste anlägga i sina arbeten gjorde honom länge oförståelig för det stora flertalet meteorologer. Hans främsta insats som meteorolog torde vara hans exakta behandling av de relativa rörelsen i förhållande till den roterande jorden, men också andra studier. Ferrels viktigaste arbeten trycktes och delvis kritiserades av Marcel Brillouin i Mémoires originaux sur la circulation générale de l'atmosphère (1900). Bland hans övriga arbeten märks Meteorological researches (1877-82) och A popular treatise on the winds (1889).